# جون إل. ويثرو
جون إل. ويثرو (بالإنجليزية: John L. Withrow)‏ هو عالم عقيدة أمريكي، ولد في 1837، وتوفي في 1909.